# Rigoletto
Rigoletto és una òpera en 3 actes amb música de Giuseppe Verdi i llibret de Francesco Maria Piave, basat en l'obra teatral Le roi s'amuse de Victor Hugo. Va ser estrenada l'11 de març de 1851 al teatre La Fenice de Venècia. És la segona òpera més representada al Liceu.
Rigoletto és un drama de passió, falsedat, venjança i amor. La història gira entorn de Gilda, filla de Rigoletto -el bufó geperut de la cort del Ducat de Màntua- i amant del Duc. Al llarg de l'obra veiem com Gilda és manipulada, sense tenir veu ni vot en les decisions que es prenen sobre la seva vida.

## Origen i context
A les primeries de 1851, el teatre de La Fenice de Venècia va invitar Verdi a compondre una nova òpera. Verdi va triar el drama francès Le roi s'amuse de l'escriptor Victor Hugo, encara que aquesta obra havia estat censurada a París, acusant-la de manifestar el llibertinatge d'un rei. Per això mateix, Verdi va acceptar des d'un principi modificar els noms i els llocs sempre que pogués conservar el nucli del drama.

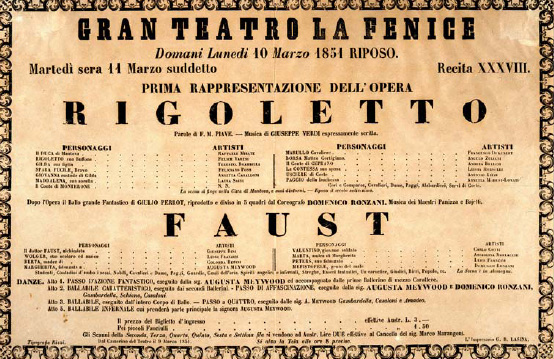
Cartell de l'estrena de Rigoletto

Però tres mesos abans de l'estrena la censura va vetar el llibret. El comunicat deia així: «El governador militar de Venècia, senyor Gorzowski, deplora que el poeta Piave i el cèlebre músic Verdi no hagin sabut triar un altre camp per a fer brollar els seus talents, que el de la repugnant immoralitat i obscena trivialitat de l'argument del llibret titulat La Maledizione. Sa Excel·lència ha disposat vetar absolutament la representació i desitja que jo adverteixi a aquesta Presidència d'abstenir-se'n de qualsevol ulterior insistència...»
L'assumpte es va resoldre gràcies a la diplomàcia dels administradors del teatre. Es van traslladar a Busseto i allí es van posar d'acord amb Verdi i el llibretista perquè es canviaren alguns punts:
- Traslladar l'acció de La Cort de França a una cort menor.
- Canviar els noms dels protagonistes inventats per Victor Hugo.
- Canviar l'escena en què el llibertí posseeix una clau per a accedir a la cambra de la protagonista per una altra distinta que respectés la necessària decència.
- La visita del rei a la Taverna serà casual i no dictada per baixos propòsits.

Verdi va acceptar aquestes condicions i el contracte es va firmar. Les firmes van ser tres: Verdi, Piave i Guglielmo Brenna, secretari de La Fenice. Així va nàixer l'òpera Rigoletto tal com es coneix avui dia. Verdi es va proposar en aquesta obra conciliar l'estructura tradicional del melodrama amb la complexitat del protagonista, Rigoletto, i això no ho va poder canviar la censura amb les seues condicions. El bufó Rigoletto és un personatge típicament verdià, que es mou entre l'afecte per la seua filla i l'odi pel Duc i els cortesans. És exactament el que Verdi volia realitzar.

## Argument
L'acció es desenvolupa a la ciutat de Màntua (Itàlia), durant el segle xvi.

### Acte I
S'alça el teló i apareix el palau del duc de Màntua (Vicenç I Gonzaga) mentre s'escolta una música festiva. El duc mostra el seu caràcter frívol i llibertí quan canta Questa o quella. Conversa amb Borsa sobre una noia desconeguda de la qual s'ha encapritxat. Marullo comunica als cortesans que el bufó Rigoletto oculta una amant. Rigoletto es mofa de diversos personatges les dones o germanes dels quals han estat cortejades pel duc. Un d'aquests personatges burlats és Monterone a qui el duc ordena arrestar. Monterone ix de l'escena maleint Rigoletto. És la famosa maledizione que portarà la perdició de Rigoletto.
Hi ha un canvi d'escena. Rigoletto torna a casa seua preocupat per la maledicció. Apareix el personatge de Sparafucile, un assassí professional que ofereix els seus serveis a Rigoletto. Aquest va expressant els seus sentiments i la seua condició de vida. Entra a casa i hi troba la seua filla (a qui els cortesans havien pres com a amant). S'anomena Gilda i viu amagada i resguardada per son pare. Els dos personatges mantenen una conversa i Rigoletto insisteix molt que Gilda no isca més que a missa i que l'acompanye l'ama Giovanna.
El duc arriba a la casa i s'assabenta que Gilda és en realitat la filla de Rigoletto. Suborna Giovanna i s'oculta en el jardí. Gilda confessa l'ama que està enamorada d'un jove que ha vist a l'església, que no és altre que el duc. En aquest moment apareix i li declara el seu amor. Junts canten E il sol dell'anima. El duc conta a Gilda que és un estudiant i que s'anomena Gualtier Maldé. Fora se senten les veus de Ceprano i Borda que planegen el rapte de la suposada amant de Rigoletto, que en realitat és la seua filla. El duc marxa. Quan Gilda es queda sola repeteix el nom del seu enamorat, cantant el Caro nome.
A continuació té lloc una escena d'embull i confusió entre els cortesans i Rigoletto, que és burlat i enganyat per aquests, que aconsegueixen entrar en el jardí i raptar a Gilda. Quan Rigoletto se n'adona és massa tard. Ple d'angoixa recorda i canta ah, la maledizione!

### Acte II
L'escena és al palau del duc que està desesperat perquè en tornar a casa de Rigoletto no ha trobat Gilda. Canta Parmi vedar le lacrime. Entren els cortesans i conten que han raptat l'amant de Rigoletto. El duc s'adona que es tracta de Gilda i va a cercar-la. Entra en escena Rigoletto vestit de bufó, i molt angoixat els diu a tots Tindré la meua filla i després, Cortigiani, vil razza. Entra en escena Gilda que conta a son pare el que li ha estat passant des de fa algun temps, Tots els dies festius, a l'església. Rigoletto planeja venjar-se del duc, mentre la seua filla demana que el perdone. Rigoletto canta Si, vendetta.

### Acte III
Transcorre en una posada on es troben Rigoletto, Gilda, el duc, el malvat Sparafucile i la seua germana Maddalena. Rigoletto vol demostrar a la seua filla com és de llicenciós el duc. És quan aquest últim canta La donna è mobile (la dona és voluble) i després festeja Maddalena. Rigoletto planeja l'assassinat del duc junt amb Sparafucile i després demana a Gilda que se'n vaja a casa, es pose roba d'home i fugi a Verona. La noia obeeix. L'assassí i ell decidixen que després de la mort, el cos ha de ser ficat en un sac i llençat al riu.
Es desencadena una tempesta i el duc decideix passar la nit en la posada. Maddalena tracta de convèncer el seu germà que no assassine al duc sinó al bufó. Sparafucile s'escandalitza perquè no pot assassinar un client, però promet assassinar el primer home que es presente a la Taverna. Apareix Gilda (desobeint les ordes de son pare), vestida d'home i Sparafucile l'assassina en confondre-la amb un client.
Ja no hi ha tempesta. Rigoletto entra en escena i Sparafucile li lliura el sac. Quan es disposa a tirar-lo al riu sent la veu del duc des de l'interior de la posada, cantant La donna e mobile. Horroritzat, obri el sac i veu la seua filla agonitzant encara. Gilda i son pare es penedixen del que ocorre i es demanen mútuament perdó. L'escena acaba amb un lament de Rigoletto que recorda la maledizione de Monterone.

## Números i escenes
El següent quadre sinòptic exposa els números i escenes de l'òpera. Hi trobem el títol o la frase amb què comença el fragment i quins personatges hi intervenen. També hi ha una columna que fa referència al canvi de tempo o caràcter de l'escena per tal de poder seguir-ho auditivament. En aquesta columna també s'hi han afegit termes relacionats amb la solita forma, on podem entendre la connexió en vertical d'algunes de les escenes (per exemple, número 8 o número 10).
| Acte i número | Escena          | Tempo/Caràcter                                                        | Títol                                        | Personatges                                       |
| Acte I        |                 |                                                                       |                                              |                                                   |
|               |                 | Andante sostenuto                                                     | Preludi instrumental                         | Orquestra                                         |
| 1             | Escena I        | Introducció, allegro con brio                                         | Della mia bella incognita borghese           | Duca i Borsa                                      |
|               |                 | Ballata                                                               | Questa o quella per me pari sono             | Duca                                              |
| 2             | Escena II       | Minuetto                                                              | Partite?…Crudele!                            | Duca i Contessa                                   |
|               | Escena III      | A tempo                                                               | In testa che avete, signor di Ceprano        | Rigoletto                                         |
|               | Escena IV i V   | Coro, allegro con brio                                                | Gran nuova                                   | Marullo, Coro, Duca, Rigoletto, Ceprano           |
|               | Escena VI       | Seguint introducció, moderato                                         | Ch’io gli parli                              | Monterone i Rigoletto                             |
|               |                 | Stretta introducció, vivace                                           | Oh tu che la festa audace hai turbato        | Tutti menys Rigoletto                             |
| 3             | Escena VII      | Duet, andante mosso                                                   | Quel veccio maledivami                       | Rigoletto i Sparafucile                           |
| 4             | Escena VIII     | Adagio, Allegro, Moderato, Allegro, Andante, Allegro                  | Pari siamo!…io la lingua, egli ha il pugnale | Rigoletto                                         |
|               | Escena IX       | Allegro vivo                                                          | Figlia! -Mio padre                           | Rigoletto i Gilda                                 |
|               |                 | Duet, andante                                                         | Deh, non parlare al misero                   | Rigoletto i Gilda                                 |
|               | Escena X        | Tempo di mezzo                                                        | Già de tre lune son qui venuta               | Gilda, Rigoletto i Giovanna                       |
|               | Escena XI       | Cabaletta, Allegro moderato assai, Piu mosso, Tempo primo, Piu mosso, | Veglia, o donna, questo fiore                | Rigoletto, Gilda, Giovanna                        |
| 5             | Escena XII      | Allegro assai moderato, Allegretto, Allegro vivo                      | Giovanna, ho dei rimorsi                     | Gilda, Giovanna, Duca                             |
|               |                 | Duet, andantino                                                       | È il sol dell'anima, la vita è amore         | Duca, Gilda                                       |
|               |                 | Tempo di mezzo, allegro                                               | Che m'ami, deh, ripetimi...                  | Duca, Gilda, Ceprano, Borsa, Giovanna             |
|               |                 | Cabaletta, vivacissimo                                                | Addio…speranza ed anima                      | Gilda, Duca                                       |
| 6             | Escena XIII     | Allegro assai moderato, allegro moderato,                             | Gualtier Maldè!, Caro nome che il mio cor    | Gilda                                             |
|               | Escena XIV      |                                                                       | È là... - Miratela                           | Borsa, Ceprano, Coro                              |
| 7             | Escena XV       | Recitativo, Andante assai mosso                                       | Riedo!…perché?                               | Rigoletto, Borsa, Ceprano, Marullo                |
|               |                 | Allegro                                                               | Zitti, zitti, muoviamo a vendetta            | Coro                                              |
|               |                 | Allegro assai vivo                                                    | Soccorso, padre mio!                         | Gilda, Rigoletto, Coro                            |
| Acte II       |                 |                                                                       |                                              |                                                   |
| 8             | Escena I        | Allegro agitato assai                                                 | Instrumental                                 | Orquestra                                         |
|               |                 | Allegro recitativo, adagio, andante, allegro, adagio                  | Ella mi fu rapita!                           | Duca                                              |
|               |                 | Aria, adagio                                                          | Parmi veder le lagrime                       | Duca                                              |
|               | Escena II       | Tempo di mezzo, allegro vivo                                          | Duca, Duca! -Ebben?                          | Coro, Borso, Marullo, Ceprano i Duca              |
|               |                 | Cor, allegro assai moderato                                           | Scorrendo uniti remota via                   | Borso, Marullo, Ceprano i Coro                    |
|               |                 | Cabaletta, Tempo primo, piu mosso                                     | Possente amor mi chiama                      | Duca, Borso, Marullo, Ceprano i Coro              |
| 9             | Escena III i IV | Allegro moderato assai, allegro vivo                                  | Povero Rigoletto!                            | Marullo, Rigoletto, Coro, Ceprano, Paggio i Borsa |
|               | Escena V        | Aria, andante mosso agitato, meno mosso                               | Corgitiani, vil razza dannata                | Rigoletto                                         |
| 10            | Escena V-VI     | Allegro vivo assai ed agitato, recitatiu                              | Mio padre! - Dio! Mia Gilda                  | Gilda, Rigoletto, Borsa, Marullo, Ceprano i Coro  |
|               | Escena VI       | Duet, andantino, piu mosso, piu lento                                 | Tutte le feste al tempio                     | Gilda i Rigoletto                                 |
|               | Escena VII      | Tempo di mezzo, recitatiu, moderato                                   | Compiuto pur quanto a fare mi resta          | Rigoletto, Gilda, Usciere i Monterione            |
|               | Escena VIII     | Cabaletta, allegro vivo, poco piu                                     | Sì, vendetta, tremenda vendetta              | Rigoletto i Gilda                                 |
| Acte III      |                 |                                                                       |                                              |                                                   |
| 11            | Escena I        | Adagio, recitatiu                                                     | E l'ami? -Sempre                             | Rigoleto, Gilda                                   |
|               | Escena II       | Allegro, recitatiu                                                    | Due cose, a tosto                            | Duca, Sparafucile                                 |
|               |                 | Canzone, Allegretto                                                   | La donna è mobile                            | Duca                                              |
|               |                 | Recitatiu                                                             | È là il vostr’uomo                           | Sparafucile i Rigoletto                           |
| 12            | Escena III      | Allegro                                                               | Un dì, se ben rammentomi                     | Duca, Maddalena, Rigoletto i Gilda                |
|               |                 | Andante, Quartet                                                      | Bella figlia dell'amore                      | Duca, Maddalena, Rigoletto i Gilda                |
|               |                 | Recitatiu, Allegro                                                    | M’odi, ritorna a casa                        | Rigoletto i Gilda                                 |
| 13            | Escena IV       | Allegro, recitatiu                                                    | Venti scudi hai tu detto                     | Rigoletto i Sparafucile                           |
|               | Escena V        | Tempo primo                                                           | Maddalena -Aspettate                         | Duca, Maddalena i Sparafucile                     |
|               | Escena VI       | Allegretto                                                            | La donna è mobile (2)                        | Duca                                              |
|               |                 | Tempo primo, allegro                                                  | È amabile in vero cotal                      | Maddalena, Sparafucile, Gilda i Coro              |
|               |                 | Tempo primo, trio                                                     | Somiglia un Apollo quel giovine              | Maddalena, Sparafucile, Gilda i Coro              |
|               |                 | Tempesta                                                              | Instrumental                                 | Orquestra                                         |
| 14            | Escena VII      | Recitatiu, allegro                                                    | Della vendetta alfin ginge l'istante!        | Rigoletto                                         |
|               | Escena VIII     | Recitatiu                                                             | Mezzanotte                                   | Rigoletto i Sparafucile                           |
|               | Escena IX       | Allegretto, allegro i allegretto                                      | La donna è mobile (3)                        | Duca i Rigoletto                                  |
|               | Escena X        | Moderato, poco piu mosso                                              | Chi è mai, chi è qui in sua vece?…           | Rigoletto, Gilda                                  |
|               |                 | Andante                                                               | V'ho ingannato... colpevole fui...           | Gilda, Rigoletto                                  |

## Instrumentació
Verdi escriu aquesta òpera per la següent formació: 2 flautes (flauta 2 dobla flautí), 2 oboès (oboè 2 dobla corn anglès), 2 clarinets en, 2 fagots, 4 trompes, 2 trompetes, 3 trombons, cimbasso (mateix registre que la tuba o el trombó contrabaix), timbales, bombo, címbals i cordes.
A més, Verdi disposa una banda, bombo, 2 campanes i una màquina de trons fora d'escena i una petita formació de violins I i II, violes i contrabaixos dintre d'escena.

## Enregistraments sonors
| Any     | Rigoletto, Gilda, Duc, Sparafucile, Maddalena                                               | Director                    | Empresa discogràfica |
| ------- | ------------------------------------------------------------------------------------------- | --------------------------- | -------------------- |
| 1915/18 | Antonio Amentano Anticorona, Angela de Angelis, Fernando de Lucia, Luis Muñoz, Vida Ferluga | Salvatore Sassano           | Phonotype            |
| 1916    | Cesare Formichi, Ines Maria Ferraris, Giuseppe Taccani, Vincenzo Bettoni                    | Lorenzo Molajoli            | Columbia Records     |
| 1917    | Giuseppe Danise, Ayres Borghi-Zerni, Carlo Broccardi, Vincenzo Bettoni, Olga Simzis         | Carlo Sabajano              | His Master's Voice   |
| 1927/28 | Luigi Piazza, Lina Pagliughi, Tino Folgar, Salvatore Baccaloni, Linda Brambilla             | Carlo Sabajno               | Radiex               |
| 1927/30 | Riccardo Stracciari, Mercedes Capsir, Dino Borgioli, Ernesto Dominici, Anna Masetti-Bassi   | Lorenzo Molajoli            | Columbia Records     |
| 1935    | Lawrence Tibbett, Lily Pons, Frederick Jagel, Virgilio Lazzari, Helen Olheim                | Ettore Panizza              | Naxos                |
| 1950    | Josef Metternich, Rita Streich, Rufold Schock, Wilhem Lang, Margarete Klose                 | Ferenc Fricsay              | Myto Records         |
| 1950    | Leonard Warren, Erna Berger, Jan Peerce, Italo Tajo, Nan Merriman                           | Renato Cellini              | RCA Red Seal         |
| 1952    | Piero Campolonghi, Maria Callas, Giuseppe di Stefano, Alberto Herrera                       | Umberto Mugnai              | Urania               |
| 1954    | Giuseppe Taddei, Lina Pagliughi, Ferruccio Tagliavini, Giulio Neri, Irma Colasanti          | Angelo Questa               | Warner-Fonit         |
| 1954    | Aldo Protti, Hilde Güden, Mario del Monaco, Cesare Siepi, Giulietta Simionato               | Alberto Erede               | Decca                |
| 1955    | Tito Gobbi, Maria Callas, Giuseppe di Stefano, Nicola Zaccaria, Adriana Lazzarini           | Tullio Serafin              | EMI                  |
| 1960    | Ettore Bastianini, Renata Scotto, Alfredo Kraus, Ivo Vinco, Fiorenza Cossotto               | Gianandrea Gavazzeni        | Dischi Ricordi       |
| 1961    | Cornell MacNeil, Joan Sutherland, Renato Cioni, Cesare Siepi, Stefania Malagú               | Nino Sanzogno               | Decca                |
| 1963    | Robert Merrill, Anna Moffo, Alfredo Kraus, Ezio Flagello, Rosalind Elias                    | Georg Solti                 | RCA Victor           |
| 1964    | Dietrich Fischer-Dieskau, Renata Scotto, Carlo Bergonzi, Ivo Vinco, Fiorenza Cossotto       | Rafael Kubelík              | Deutsche Grammophon  |
| 1967    | Cornell MacNeil, Reri Grist, Nicolai Gedda, Agostino Ferrin, Anna di Stasio                 | Francesco Molinari-Pradelli | EMI                  |
| 1971    | Sherrill Milnes, Joan Sutherland, Luciano Pavarotti, Martti Talvela, Huguette Tourangeau    | Richard Bonynge             | Decca                |
| 1978    | Sherrill Milnes, Beverly Sills, Alfredo Kraus, Samuel Ramey, Mignon Dunn                    | Julius Rudel                | EMI                  |
| 1979    | Piero Cappuccilli, Ileana Cotrubas, Plácido Domingo, Nicolai Ghiaurov, Ielena Obraztsova    | Carlo Maria Giulini         | Deutsche Grammophon  |
| 1984    | Renato Bruson, Edita Gruberová, Neil Schicoff, Robert Lloyd, Brigitte Fassbänder            | Giuseppe Sinopoli           | Philips              |
| 1988    | Giogio Zancanaro, Daniela Dessi, Vincenzo La Scola, Paata Burchuladze, Martha Senn          | Riccardo Muti               | EMI                  |
| 1989    | Leo Nucci, June Anderson, Luciano Pavarotti, Nicolai Ghiaurov, Shirley Verrett              | Riccardo Chailly            | Decca                |
| 1993    | Alexandru Agache, Leontina Vaduva, Richard Leech, Samuel Ramey, Jennifer Larmore            | Carlo Rizzi                 | Teldec               |
| 1998    | Vladimir Cernov, Cheryl Studer, Luciano Pavarotti, Roberto Scandiuzzi, Denyce Graves        | James Levine                | Deutsche Grammophon  |

## Enregistraments audiovisuals
| Any  | Rigoletto, Gilda, Duc, Sparafucile, Maddalena                                             | Director          | Empresa discogràfica |
| ---- | ----------------------------------------------------------------------------------------- | ----------------- | -------------------- |
| 1977 | Cornell MacNeil, Ileana Cotrubas, Plácido Domingo, Justino Díaz, Isola Jones              | James Levine      | Deutsche Grammophon  |
| 1982 | Ingvar Wixell, Edita Gruberova, Luciano Pavarotti, Ferruccio Furlanetto, Victoria Vergara | Riccardo Chailly  | Decca                |
| 1987 | Leo Nucci, Luciana Serra, Alfredo Kraus, Michele Pertusi, Ambra Vespasiani                | Angelo Compori    | Hardy Classics       |
| 2000 | Paolo Gavanelli, Christine Schäfer, Marcelo Álvarez, Eric Halfvarson, Graciela Araya      | Edward Downes     | Opus Arte            |
| 2001 | Leo Nucci, Inva Mula, Aquiles Machado, Mario Luperi, Sarah Maria Punga                    | Marcello Viotti   | TDK                  |
| 2004 | Carlos Álvarez, Inva Mula, Marcelo Álvarez, Julian Konstantikov, Nino Surguladze          | Jesús López Cobos | TDK                  |
| 2005 | Roberto Servile, Inva Mula, Marcelo Álvarez, Andrea Silvestrelli, Svetlan Serdar          | Kery Lynn Wilson  | Sony                 |
| 2006 | Leo Nucci, Elena Mosuc, Piotr Beczala, László Polgár, Katharina Peetz                     | Nello Santi       | Arthaus Musik        |
| 2010 | Zeljko Lucic, Diana Damrau, Juan Diego Flórez, Georg Zeppendfield, Christa Mayer          | Fabio Luisi       | Virgin Classics      |
| 2013 | Leo Nucci, Nino Machaidze, Francesco Demuro, Marco Spotti, Steganie Irányi                | Massimo Zanetti   | Unitel Classica      |
| 2013 | Zlejko Lucic, Diana Damrau, Piotr Beczala, Stefan Kocán, Oksana Volkova                   | Michele Mariotti  | Deutsche Grammophon  |